# José María Araquistáin
José María Araquistáin Oñaederra, conocido como Araquistáin, delantero español retirado, (1948 - ). Jugó en la Primera División Española con la Real Sociedad y el Sevilla FC durante la década de los años 1970. Se trataba de un ariete goleador.
Es primo hermano del guardameta internacional José Araquistáin Arrieta. 

## Inicios
Araquistáin nació en 1948 en la localidad guipuzcoana de Elgóibar. Sus primeros pasos como futbolista los dio jugando en el Club Deportivo Elgoibar. Las actuaciones de Araquistáin en la temporada 1968-69, jugando con el Elgóibar en el campeonato regional vasco llamaron la atención de los ojeadores de varios equipos de categoría superior. La prensa deportiva de la época comienza a hacerse eco del jugador, del que se destaca su parentesco familiar con el conocido guardameta José Araquistáin A finales de 1968 es fichado por la SD Eibar, equipo por aquel entonces de la Tercera División Española. En aquel momento de su carrera se habían interesado ya por él FC Barcelona, Valencia CF, Deportivo Alavés, Real Sociedad, CD Logroñés y CD Orense
En una sola temporada con el Eibar (1969-70) marca 35 goles en la Tercera División. Estos registros goleadores le valen su fichaje en la recta final de dicha temporada por la Real Sociedad de la Primera División Española, con la que debuta en el torneo de la Copa del Generalísimo de fútbol 1970 frente al Real Oviedo el 9 de mayo de 1970 en el Estadio Carlos Tartiere. Su paso al fútbol profesional se produce por tanto en una edad algo avanzada, unos meses antes de cumplir los 22 años. El jugador se había resistido a pasar al fútbol profesional antes por no interferir en sus estudios de peritaje industrial.
Con la Real Sociedad Araquistáin disputó 7 temporadas completas en la Primera división española entre 1970 y 1977, jugando con los donostiarras 151 partidos oficiales y marcando 38 goles; 132 de los partidos y 36 de los goles fueron en la Primera División.
En la temporada de su debut fue titular entre la jornada 4.ª y la 12.ª, marcando su primer gol en Liga la jornada 9ª al Sporting de Gijón en el Estadio de Atocha el 15 de noviembre de 1970. En la jornada 12.ª frente al Atlético de Madrid fue expulsado por una mutua agresión con el defensa colchonero Jesús Martínez Jayo. Ambos jugadores fueron sancionados con tres partidos de suspensión. Este hecho propicio su salida del once titular durante más de 2 meses. 
Su mejor temporada a nivel personal fue sin duda la temporada 1972-73. Araquistáin fue uno de los delanteros titulares y marcó 11 goles, siendo el máximo goleador del equipo en la Liga y situándose entre los 10 máximos goleadores de la competición. La Real Sociedad se clasificó 6ª esta temporada.  Las dos temporadas siguientes (1973-74 y 1974-75), la Real Sociedad se clasificó cuarta de la Liga, logrando por primera vez en su historia el pase para la Copa de la UEFA. Aunque Araquistáin ya no fue indiscutible en el equipo siguió jugando un buen número de partidos y marcando bastantes goles, 7 y 6 respectivamemte. La temporada 1975-76 marcó también 7 goles sin ser titular indiscutible, pero la Real tuvo una peor clasificación quedando octava y fuera de puestos europeos.
La temporada 1976-77, sin embargo, se puede decir que Araquistáin dejó de tener lugar en el equipo. Una importante lesión, unida a la irrupción de jóvenes y grandes talentos en la delantera del club (Roberto López Ufarte, Jesús María Satrústegui y Santiago Idígoras) dejan al elgoibarrés sin futuro en la Real. Ante esa tesitura el club decide traspasarlo.

### Etapa en el Sevilla
En junio de 1977 el jugador es traspasado por la Real Sociedad al Sevilla FC por una cantidad de dinero que no trascendió, pero que se estimó en algo más de 8 millones de pesetas (casi 50.000€). El jugador firmó un contrato de 3 años con los hispalenses.
Durante las tres temporadas que Araquistáin perteneció al equipo andaluz jugó muy poco, lastrado por intermitentes problemas físicos. Entre las temporadas 1977-78 y 1978-79 disputó solo 11 partidos de Liga, casi siempre saliendo como sustituto y sin llegar a marcar ningún gol. En la temporada 1979-80 permaneció inédito y a mitad de campaña, jugador y club, de mutuo acuerdo, rescindieron el contrato que les ligaba hasta final de temporada.
Araquistáin abandonó el fútbol profesional a raíz de su salida del Sevilla e inició su etapa como entrenador de diversos equipos como el CD Elgoibar, SD Eibar o la SD Beasáin.

## Internacionalidad
Araquistáin fue internacional en una ocasión con la Selección Amateur de Fútbol de España. Fue durante la fase de clasificación de los Juegos Olímpicos de Montreal 1976 el 8 de octubre de 1975 en un partido contra Bulgaria.

## Clubes
| Club          | País   | Año       |
| ------------- | ------ | --------- |
| CD Elgoibar   | España | ¿?-1968   |
| SD Eibar      | España | 1968-1970 |
| Real Sociedad | España | 1970-1977 |
| Sevilla FC    | España | 1977-1980 |